# Бейсайд (округ Аккоммак, Вірджинія)
Бейсайд (англ. Bayside) — переписна місцевість (CDP) в США, в окрузі Аккомак штату Вірджинія. Населення — 107 осіб (2020).

## Географія
Бейсайд розташований за координатами 37°45′17″ пн. ш. 75°42′46″ зх. д. / 37.75472° пн. ш. 75.71278° зх. д. (37.754788, -75.712852).  За даними Бюро перепису населення США в 2010 році переписна місцевість мала площу 4,37 км², уся площа — суходіл.

## Демографія
Згідно з переписом 2010 року, у переписній місцевості мешкало 120 осіб у 51 домогосподарстві у складі 35 родин. Густота населення становила 27 осіб/км².  Було 71 помешкання (16/км²).
Расовий склад населення:
| - 95,0 % — чорних або афроамериканців - 4,2 % — білих |

До двох чи більше рас належало 0,0 %. Частка іспаномовних становила 0,8 % від усіх жителів.
За віковим діапазоном населення розподілялося таким чином: 20,8 % — особи молодші 18 років, 63,4 % — особи у віці 18—64 років, 15,8 % — особи у віці 65 років та старші. Медіана віку мешканця становила 46,5 року. На 100 осіб жіночої статі у переписній місцевості припадало 79,1 чоловіків;  на 100 жінок у віці від 18 років та старших — 93,9 чоловіків також старших 18 років.
Цивільне працевлаштоване населення становило 17 осіб. Основні галузі зайнятості: освіта, охорона здоров'я та соціальна допомога — 100,0 %.